# Campeonato Capixaba de Futebol de 1919
O Campeonato Capixaba de Futebol de 1919, oficialmente Campeonato da Cidade de Vitória de Futebol, foi a terceira edição do campeonato de futebol do estado do Espírito Santo. A competição foi organizada pela Liga Sportiva Espírito Santense (LSES). O Rio Branco-ES conquista o bicampeonato da competição.

## Polêmica
O Victoria, atual Vitória Futebol Clube, era tido, ainda em abril de 1919 como o legítimo campeão da competição, quando decidiu o título com o Rio Branco de forma controversa. O Vitória jogava pelo empate e a decisão terminou em 1 a 1. Mas o jogo foi anulado, por supostas irregularidades nos dois times. Em seguida, o Rio Branco venceu por 2 a 1, mas o Vitória recorreu. Já no ano seguinte, em 1920, a Liga Sportiva Espírito Santense, num voto de minerva do presidente, determinou a realização de novo jogo, vencido pelo Rio Branco: 3 a 1.

## Participantes
| Equipe         | Cidade  |
| -------------- | ------- |
| América        | Vitória |
| Floriano       | Vitória |
| Moscoso        | Vitória |
| Rio Branco     | Vitória |
| São Christovão | Vitória |
| Victoria       | Vitória |

## Tabela
| 4 de maio | América | 4 – 1  | Moscoso |  |
|           |         | Súmula |         |  |

| 5 de outubro | São Christovão | 1 – 0  | Moscoso |                                      |
| 15:00        | Lofego (2T)    | Súmula |         | Árbitro: Cláudio Daumas (Rio Branco) |

| 12 de outubro | Floriano | 2 – 3  | Victoria | Campo de Jucutuquara, Vitória |
|               |          | Súmula |          |                               |

| 19 de outubro | Moscoso | 1 – 2  | Rio Branco | Campo de Jucutuquara, Vitória |
|               |         | Súmula |            |                               |

| 26 de outubro | América | 0 – 1  | Victoria     | Campo de Jucutuquara, Vitória |
|               |         | Súmula | Pedro Santos |                               |

| 15 de novembro | Victoria     | 1 – 1  | Rio Branco  |                                      |
| 15:25          | Julinho (1T) | Súmula | Gol marcado | Árbitro: Argeu de Oliveira (Moscoso) |

- Este jogo foi anulado devido a supostas irregularidades nas duas equipes

|  | Rio Branco | 2 – 1 | Victoria |  |
|  |            |       |          |  |

- Victoria recorreu e foi marcada uma partida para o ano seguinte

| 1920 | Rio Branco | 3 – 1 | Victoria |  |
|      |            |       |          |  |

## Premiação
| Campeonato Capixaba de 1919       |
| Vitória                           |
| --------------------------------- |
| Rio Branco-ES Campeão (2º título) |